# Ратенкирхен
Ратенкирхен (њем. Rattenkirchen) општина је у њемачкој савезној држави Баварска. Једно је од 31 општинског средишта округа Милдорф ам Ин. Према процјени из 2010. у општини је живјело 953 становника. Посједује регионалну шифру (AGS) 9183138.

## Географски и демографски подаци
Ратенкирхен се налази у савезној држави Баварска у округу Милдорф ам Ин. Општина се налази на надморској висини од 474 метра. Површина општине износи 19,9 km². У самом мјесту је, према процјени из 2010. године, живјело 953 становника. Просјечна густина становништва износи 48 становника/km².